# Cabale (théorie des ensembles)
La Cabale est un groupe de théoriciens des ensembles du sud de la Californie, travaillant à l'UCLA, à Caltech, et à l'UC Irvine. Ce regroupement n'étant qu'informel, il est difficile de savoir s'il existe encore, ou même de dire exactement qui en a été membre. Il a néanmoins inclus des personnalités comme Donald A. Martin, Yiannis N. Moschovakis, John R. Steel et Alexander S. Kechris ; et parmi les mathématiciens ayant publié dans les actes du séminaire de la Cabale, on compte Robert M. Solovay, W. Hugh Woodin, Matthew Foreman et Steve Jackson.
Le travail de ce groupe se caractérise par une large utilisation d'axiomes de grands cardinaux, et par des recherches en théorique descriptive des ensembles.

## Publications
- Kechris, A. S., Cabal Seminar 76-77: Proceedings of the Caltech-UCLA Logic Seminar 1976–77, Springer, 1978 (ISBN 0-387-09086-X, lire en ligne )
- Cabal Seminar 79-81: Proceedings of the Caltech-UCLA Logic Seminar 1979–81, Springer, coll. « Lecture Notes in Mathematics », 1983 (ISBN 0-387-12688-0)
- Martin, D. A., A. S. Kechris et J. R. Steel, Cabal Seminar 81–85: Proceedings of the Caltech UCLA Logic Seminar, vol. 1333, Springer, coll. « Lecture Notes in Mathematics », 1988 (ISBN 0-387-50020-0)
- Alexander S. Kechris, Benedikt Löwe et John R. Steel, Games, Scales, and Suslin Cardinals: The Cabal Seminar Volume I, Cambridge University Press, coll. « Lecture Notes in Logic », 2008 (ISBN 9780521899512)